# فریدام ایکرز (آریزونا)
فریدام ایکرز (به انگلیسی: Freedom Acres) یک منطقهٔ مسکونی در ایالات متحده آمریکا است که در آریزونا واقع شده‌است. فریدام ایکرز ۴٫۵۴ کیلومتر مربع مساحت و ۱٬۳۱۴ نفر جمعیت دارد و ۱٬۴۸۷٫۴۴ متر بالاتر از سطح دریا واقع شده‌است.